# Artículo (derecho)

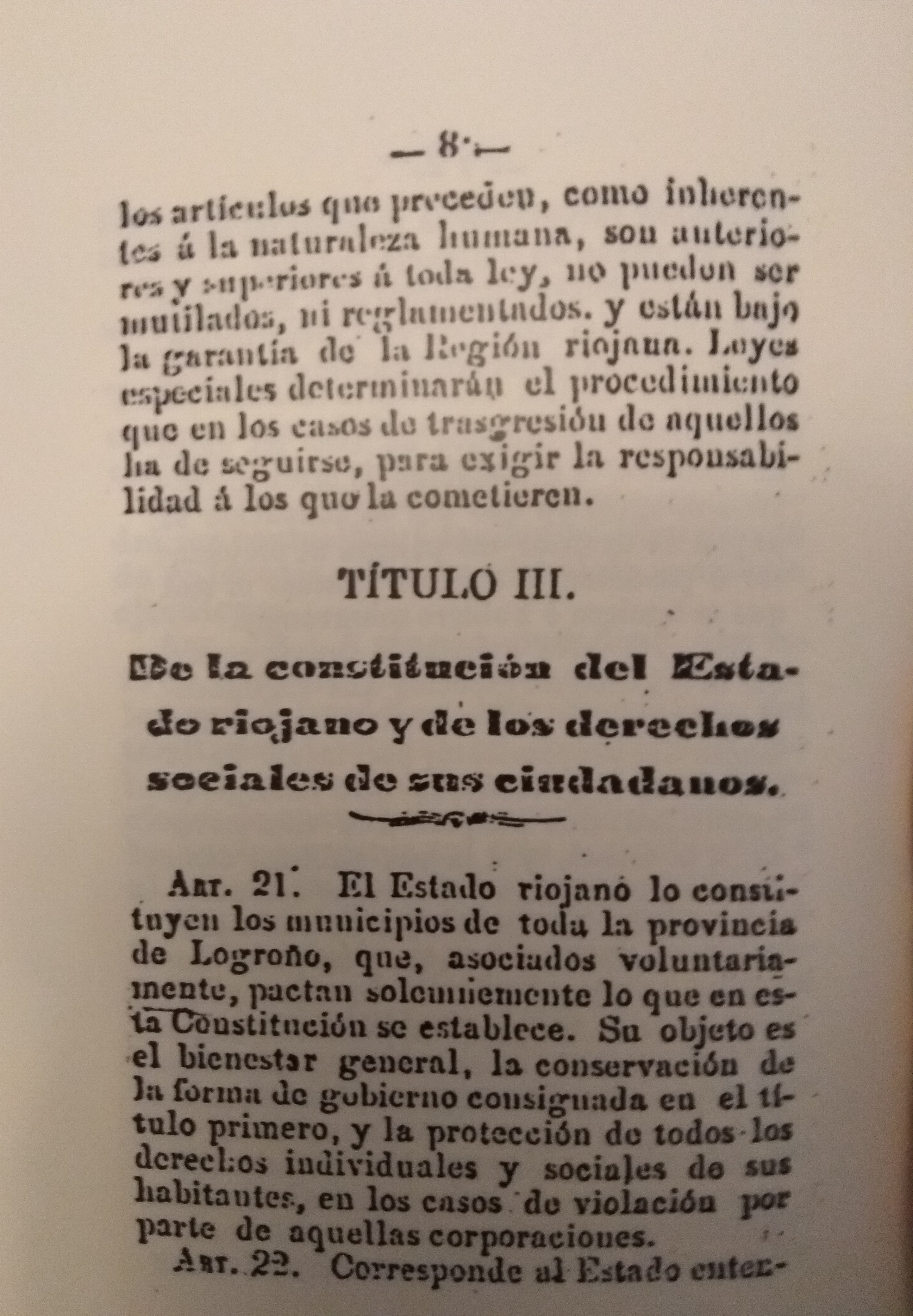
Artículo 21 título III de la Constitución Republicana Federal del Estado Riojano (1883)

En derecho, un Artículo es cada una de las disposiciones, generalmente enumeradas de forma consecutiva, que conforman un cuerpo legal, como un tratado, una ley o un reglamento. Además de subdividir el texto en varias porciones, los artículos también permiten dotar a su contenido de una estructura organizada que le de unidad y refleje «la armonía entre las partes y el todo». Los artículos pueden ser principales o transitorios; estos últimos son aquellos que tienen una vigencia temporal, y que por lo general se refieren a la entrada en vigor del cuerpo normativo, o a sus efectos durante la vacancia legal. Los artículos suelen estar subdivididos a su vez en incisos.
Cada artículo debe hacer frente a una parte constitutiva del tema específico del que trata el cuerpo normativo. Los artículos se caracterizan por un número cardinal (elemento 1, 2, 3 y así sucesivamente), y por lo general, si se inserta un nuevo contenido entre dos ya existentes (por ejemplo los artículos 2 y 3), la numeración no varía, enumerando con un adverbio numeral (como por ejemplo, artículo 2 bis, ter, quater, y así sucesivamente) los nuevos artículos. Sin embargo, hay leyes que no ocupan numerales, como aquellas que están compuestas de un solo artículo (denominándose «Artículo único»), u otras fórmulas que establezca el legislador (como en el Código Civil de Chile, donde el último artículo, que por correlación sería el número 2525, fue denominado «Artículo final»